# Howell, New South Wales
Howell är en ort i Australien. Den ligger i kommunen Guyra och delstaten New South Wales, i den sydöstra delen av landet, omkring 430 kilometer norr om delstatshuvudstaden Sydney. Orten hade 31 invånare år 2021.